# Michael C. Fox
Michael C. Fox (High Wycombe, Buckinghamshire, 5 januari 1989) is een Brits acteur.
Fox is in in Nederland en België bekend geworden met zijn rol als Andy Parker in de serie Downton Abbey, en de erop volgende films Downton Abbey en Downton Abbey: A New Era. Hij heeft een relatie met actrice Laura Carmichael. Samen hebben ze een zoon (2021). 

## Werk

### Film
| Jaar | Titel                    | Rol                  | Opmerking |
| ---- | ------------------------ | -------------------- | --------- |
| 2013 | Good People              | Bobby Witkowski      |           |
| 2014 | Marvellous               | Registrar            |           |
| 2015 | The Ark                  | Shem                 |           |
| 2017 | Dunkirk                  | Engineer             |           |
| 2019 | Downton Abbey            | Andrew "Andy" Parker |           |
| 2022 | Downton Abbey: A New Era | Andrew "Andy" Parker |           |

### Televisie
| Jaar      | Titel            | Rol                       | Opmerking                |
| --------- | ---------------- | ------------------------- | ------------------------ |
| 2014–2015 | Downton Abbey    | Andrew "Andy" Parker      | Seizoen 5 en 6           |
| 2017      | Endeavour        | Ken Wilding – musicus     | Seizoen 4, aflevering 2  |
| 2019      | Midsomer Murders | Gavin Webster - bruidegom | Seizoen 20, aflevering 5 |